# 최재형 (독립운동가)
최재형(崔在亨, 1858년 8월 15일 ~ 1920년 4월 7일)은 조선 후기의 항일 독립운동가이자 러시아 제국의 군인이다. 일명 최재형(崔在衡)·최도헌(崔都憲)이며, 러시아식 이름은 최 표트르 세묘노비치(Цой Пётр Семёнович)이다.

## 생애

### 출생
1858년 8월 15일 함경도 경원에서 태어났다. 그의 아버지 최홍백은 소작농이었으며, 어머니는 기생이었다. 최재형은 1869년 아버지 손에 이끌려 조선인들이 정착해 살고 있던 러시아의 지신허 (Tizinkhe)로 갔다. 최재형은 조선인 최초로 러시아 정교회 학교에 들어갔다. 그러나 학교를 다니는 동안 형수의 심한 구박으로 굶기를 밥먹듯 하여 11살이 되던해 포시예트 항에 가면 굶지 않는다는 소문을 듣고 가출하여 포시예트를 찾아갔을때는 기진해서 바닷가에서 정신을 잃었다.

### 최재형의 은인 부부
배고픔에 지쳐 기절한 최재형을 발견하여 돌본 이들은 선한 러시아 선장이었다. 선장 부부는 나이가 많았고 선박을 타고 세계를 도는 선주였다. 최재형은 그들의 각별한 보살핌을 받았다. 선장 부인은 학식이 뛰어났다. 선장부인은 최재형에게 러시아어와 서양학문을 가르쳤고, 선장은 최재형이 해외에서 견문을 넒힐 수 있도록 후원하였다. 최재형은 1871년부터 1877년까지 6년동안 선장부부와 상선을 타고 세계를 돌며 무역을 배웠고 이를 통해 최재형은 풍부한 학식과 폭 넓은 사고를 가진 지식인으로 성장했다. 17살에 블라디보스톡으로 돌아온 최재형은 유창한 러시아어로 한인노동자들의 부당한 대우(당시에 언어적 장벽을 빌미로 노동자의 권익을 중간에서 갈취했던 통역사들이 다수 존재했다.)를 시정해주고 한인인부들을 데리고 도로공사를 성공적으로 마치어 러시아 황제 니콜라이 2세로부터 은급 훈장을 받았다.

### 군수업으로 부를 쌓다
군수업으로 1년 수입 10~12만 불의(한화로,1억) 막대한 부를 쌓았다. 최재형은 특별히 조선인들을 직원으로 고용했는데, 이로 인해 절대빈곤에 시달리던 조선인들은 자력으로 돈을 벌 수 있었다. 최재형은 러시아의 연해주의 연추에서 활동하였는데, 조선인들의 경제적 자립에 기여한 덕분에 연추의 조선인 사회에서 도헌(都憲, 군수 비슷한 공직)에 선출될 정도로 러시아 사회에서 지위가 높아졌다. 최재형은 한인들의 교육에도 힘을 쏟아 한인마을의 정교회 학교를 32개나 세웠다. 조선인들은 최재형을 페치카(따뜻한 난로)라고 불렀다. 러일전쟁에 참여한 최재형은 그 후 일본의 야욕을 간파하고 항일운동에 뜻을 두었다. 1907년 안중근은 해외망명을 통해 러시아에서 최재형을 만났다. 최재형은 1908년 최초의 독립단체 동의회를 조직하여 총장이 된다. 안중근은 평의원으로 참여한다.

### 항일 투쟁의 지원
최재형은 자신의 재산 대부분을 항일투쟁을 위해 값지게 사용하였다. 연해주에 온 류인석(柳麟錫)이 13도의군을 조직할 때 의병들의 총기 구입 등 무장을 도왔다. 옛 소비에트 연방이 제2차 세계 대전 때까지 사용할 정도로 성능이 뛰어난 소총으로 무장시킨 것이다.
동의회는 러시아의 모든 항일의병 세력을 단결시켰고, 러시아 국경의 일본군 초소와 소규모 부대들을 격파하고, 많은 탄약과 소총을 탈취했다. 당시 일본군은 전사자 40여명에 달했으나, 의병들은 부상자가 불과 4명이었다.
결국 의병들의 러시아 활동 사실을 파악한 일본은 제정 러시아를 압박했고, 러시아 국적의 조선인 청년의 징집, 무기 수거 등으로 의병 활동을 방해했다.

### 안중근과 최재형
동의회 산하 의병부대 대한의군 참모중장으로 국내진공작전을 하는 안중근의 뒤에는 최재형이 있었다. 싼값에 무기를 샀고 의군의 숙식은 최재형의 집에서 했다. 그만큼 최재형은 군납업으로 많은 자금과 큰 저택을 보유했다. 대한의군은 신아산 전투등 국내진공작전에 연전연승 하고 영산전투에서는 참패했다. 참패의 원인은 포로를 석방하여 대한의군의 비밀 루트가 발각된 때문이었다. 또 러일전쟁에서 승리한 일본은 러시아를 압박하여 최재형을 무장해제시켰다. 최재형은 자금난에 문을 닫게 된 해조신문을 인수하여 《대동공보》를 발행, 항일의식을 고취시켰다. 안중근은 의병을 다시 일으킬 것을 다짐하며 최재형의 집에서 손가락을 자르는 단지동맹을 했다. 그 후 대동공보 기자증을 가지고 활동하던 안중근은 이토 히로부미가 하얼빈에 온다는 소식을 듣고 대동공보에서 최재형과 함께 이토 히로부미 주살을 모의한다. 당시 하얼빈은 중국의 영토였지만 러시아가 조차해서 다스렸다. 하얼빈에 이토 히로부미가 오니 최재형은 이토 히로부미 사살 장소를 하얼빈으로 정해, 안중근은 최재형의 집에서 권총연습을 한다. 최재형은 안중근에게 권총을 사주고 안중근 거사 후 일본이 관할하지 않는 러시아 법정에서 재판 받도록 계획하고, 변호사인 미하일로프 주필을 안중근의 변호인으로 준비했다. 그러나 안중근이 1910년 일본 법정의 불법재판 끝에 순국하자, 최재형은 자신이 안중근을 지켜주지 못했다고 자책감을 느껴 안중근의 처자들을 보호하였다.
이 사건으로 러일 전쟁 패전국인 러시아의 연해주 조선인들에 대한 감시가 강화되었고 최재형은 권업회를 창설하여 독립운동을 하다가 일본의 음모에 따라 간첩 혐의로 체포되었다. 곧 석방됐으나, 러시아 정부가 더 이상 그와 거래 하지 않음에 따라 경제적 궁핍에 시달렸다. 전로한족중앙총)의 명예회장으로 활동했고 1919년에는 블라디보스토크에서 만세운동을 주도했고 곧 이어 최초 임시정부였던 대한국민의회에서 외교부장을 맡았다. 그 이후 1919년 상해에서 수립된 대한민국 임시정부의 재무총장에 선임되었으나 부임하지 않았다. 교육가, 사업가, 독립운동가, 언론가 등 다양한 길을 걸으며 오로지 한인들을 위해 살았고 엄청난 자금을 독립운동에 쏟아부었다.

### 최후
여건이 나빠진 최재형은 우수리스크의 한 초라한 집에서 지내다가, 1920년 러시아에 거주하는 일본인들을 보호한다는 명분으로 연해주에 침입한 일본군에 의해 1920년 4월 체포되었다. 일본군 헌병대가 청사를 옮기는 과정에서 그 빈틈을 노려 탈출을 감행했으나, 일본 헌병에 의해 총살되었다. 향년 61세였다. 일본 헌병대가 시신을 수습하지 않아서 최재형의 유해를 찾을 수 없게 되었고, 현재도 유해를 찾지 못한지라 국립서울현충원에 있는 그의 묘소는 가묘다. 1970년 현충원에 그의 묘소가 조성되었지만, 후손 문제로 한동안 그의 안장지 자리가 비워지고 국립서울현충원에는 그의 위패만 안치되어 있었다. 국립묘지법이 개정된 후 2023년에 부인의 유해가 송환되면서 다시 합장되었다.
일본군의 연해주 침입으로 피신한 부인은 1952년 키르기스스탄에서 사망했으며, 2023년 8월에 대한민국으로 유해가 송환되어 최재형의 가묘와 함께 국립서울현충원에 합장됐다.
손자 최발렌틴은 모스크바에 살고 있으며, 최재형의 사진과 관련 문서를 보관하고 있다.

## 사후
- 대한민국 정부는 1962년 건국훈장 독립장을 추서했다.
- 그가 거주했던 우수리스크의 유럽풍 벽돌집은 러시아인에게 넘어갔었는데 대한민국 정부가 2014년 러시아 한인 이주 150주년을 기하여 매입했다. 그 후 대한민국 보훈처가 10억 원을 들여 <최재형기념관>으로 리모델링해서 2019년 3월 28일에 개관했다.

## 평가
- 군수업으로 쌓은 막대한 재력으로 독립운동을 지원하여, 노블레스 오블리주의 실현자로 평가된다.

## 가족
- 부인 : 옐레나 페트로브나 (1880 ~ 1952년)
  - 첫째 아들 : 페트로비치 (최운학, 생년 미상 ~ 전사)
  - 둘째 아들 : 파벨 페트로비치 (최선학, 1900년 ~ 1935년)
    - 손자 : 파벨 파블로비치 (1949년 ~ 생존)

  - 셋째 아들 : 발렌틴 페트로비치 (1908년 ~ 1992년)
    - 손자 : 최 발렌틴 발렌티노비치 (1937년 ~ 2020년 2월 14일)
      - 증손자 : 표트르 발렌티노비치 최

  - 넷째 아들 : 비켄티 페트로비치 (1914년 ~ 1964년)
  - 첫째 딸 : 베라 페트로브나
  - 둘째 딸 : 나제즈다 페트로브나 (1888년 ~ 1972년)
  - 셋째 딸 : 류보비 페트로브나 (1898년 ~ ?)
  - 넷째 딸 : 소피야 페트로브나 (1902년 ~ ?)
  - 다섯째 딸 : 올가 페트로브나 (1905년 ~ 2001년)
  - 여섯째 딸 : 류드밀라 페트로브나 (1910년 ~ ?)
  - 일곱째 딸 : 옐리자베타 페트로브나 (1912년 ~ ?)

## 관련 작품

### 뮤지컬
- 《영웅》 (2009년, 배우 : 박해수)
- 《영웅》 (2010년, 배우 : 장기용)
- 《영웅》 (2011년, 배우 : 장기용)
- 《영웅》 (2012년, 배우 : 장기용)
- 《영웅》 (2014년, 배우 : 장기용)
- 《영웅》 (2015년, 배우 : 장기용)
- 《영웅》 (2017년, 배우 : 장기용)
- 《페치카》 (2017년, 배우: 주셰페 김)
- 《페치카》 (2018년, 배우: 주셰페 김)
- 《페치카》 (2019년, 배우: 주셰페 김)
- 《페치카》 (2020년, 배우: 주셰페 김)
- 시베리아의 난로 최 페치카 <독립운동가 최재형> : 문영숙 지음. 서울셀렉션 발행
- 2017년 1년동안 국방일보 매주 1회 <잊혀진 독립운동의 대부 최재형> 총 49회 연재
- 2020. 08/15 <잊혀진 독립운동의 대부 최재형> - 국방일보 연재글 수록 넌픽션 문영숙 지음 우리나비 발행
- 2024년 영화 <하얼빈> 배우 유재명

## 같이 보기
- 안중근
- 이상설
- 이위종
- 이동휘
- 문창범
- 13도의군
- 유인석
- 권업회
- 동의회